# Masteria lewisi
Masteria lewisi är en spindelart som först beskrevs av Arthur M. Chickering 1964.  Masteria lewisi ingår i släktet Masteria och familjen Dipluridae.
Artens utbredningsområde är Jamaica. Inga underarter finns listade i Catalogue of Life.